# Island Records
Island Records је међународна дискографска кућа у власништву Universal Music Group-а. Основали су га 1959. Крис Блеквел, Грејем Гудол и Лесли Конг на Јамајки, а касније је продат PolyGram-у 1989. године. Island и A&M Records, још једна дискографска кућа коју је недавно купио PolyGram, у то време су биле највеће независне дискографске куће у историји, а Island је извршио велики утицај на прогресивну музичку сцену у Уједињеном Краљевству почетком 1970-их. Island Records има четири међународне дивизије: Island US, Island UK, Island Australia и Island France (познат као Vertigo France до 2014). Тренутни кључни људи су председник Island US-а ОБЦ Даркус Безе и доктор медицине Џон Тарнер. Делимично због свог значајног наслеђа, Island остаје једна од најеминентнијих дискографских кућа (UMG)-ја.
Извођаче потписане за Island Records чине Брајан Ино, Деми Ловато, Аријана Гранде, Сабрина Карпентер, Авичи, Џастин Бибер, Боб Марли, Ник Дрејк, Queen, Попи, Кет Стивенс, Jethro Tull, Грејс Џоунс, King Crimson, Emerson, Lake & Palmer, Кевин Макдермот, Туве Лу, Sparks, The Cranberries, Трејси Бонам, Roxy Music, Bishop Briggs, Хозијер, Blackbear, Pulp, Fall Out Boy, The Killers, Loser, Лиона Луис, U2, Mumford & Sons, Иги Азејлија, Ејми Вајнхаус, Том Вејтс, Бен Хауард, James TW, Florence and the Machine, Сигрид, Џон Њуман, Local H, Catfish and the Bottlemen, Санди Дени, Disclosure, Мајкл Депа, The Weeknd, Keane, Ени Ленокс, JP Cooper, Пи Џеј Харви, Џенет Џексон, Џон Мартин, Ник Џонас, KSI, Робин, Шон Мендес, Џеси Џеј, Scarlxrd, Лале и The Streets.